# Tabit ibn Kora
Tabit ibn Kora abu' l'Hasan ibn Marvan al-Sabi al'Harani, arabski astronom in matematik, * 826, Haran (antično Carrhae), Mezopotamija (sedaj Turčija), † 18. februar 901, Bagdad, (sedaj Irak). V latinščini je bil znan pod imenom Tebit.

## Življenje in delo
Tabit je na predlog Mohameda ibn Muse ibn Šakira odšel študirat v Bagdad k Šakirovim bratom Bani Musa. Bil je na čelu skupine prevajalcev, ki je izhajala od poganskih psevdo-Sabejcev iz Harana. Arabski pisci zamenjujejo babilonske Sabejce od haranskih Sabejcev. Haranski Sabejci so spoštovali zvezde in so zaradi tega že zelo zgodaj pokazali veliko zanimanje za astronomijo in matematiko. V času muslimanske nadvlade so sprejeli ime Sabejcev, da bi se koristili s privilegiji, ki jih je dopuščal Ko'ran. V drugi polovici 13. stoletja so Mongoli uničili njihovo zadnje svetišče. Brez dvoma so jim njihove zasluge na duhovnem in znanstvenem področju pomagale, da so dobili zaščito od muslimanov. Za časa al-Mutavakilovega vladanja je njihovo mesto postalo središče filozofske in medicinske šole, ki so jo prej prenesli iz Aleksandrije v Antiohijo. Že zelo zgodaj so prevzeli velik del grške kulture in znanosti. V začetku so govorili tudi grško.
Tabit in njegovi učenci so živeli v tej sredini. Deloval je v Bagdadu. Ukvarjal se je z matematiko, astronomijo, medicino in filozofijo. Njegov glavni jezik je bil sirijščina, ki je bila vzhodno aramejsko narečje iz Edese, poznal pa je dobro tudi grščino. Iz grščine je v arabščino prevedel Apolonija, Arhimeda, Evklida in Ptolemeja. Tabit je predelal zgodnjejši Hunaynov prevod Evklida. Predelal je tudi Hunaynov prevod Ptolemejevega Almagesta in prevedel Ptolemejevo Geografijo, ki je pozneje postala zelo znana. Pokrovitelja je našel v abasidskem kalifu al-Mu'tadidu (892–902) in kmalu postal njegov osebni prijatelj in gost njegovega dvora.
Od njegovih izvirnih del jih je malo ohranjenih. Izdelal je teorijo o trepidaciji in oscilaciji ekvinokcijskih točk, o kateri se je v srednjem veku veliko razpravljalo. Po Koperniku je določil dolžino sideričnega leta 365d 6h 9m 12s (napaka 2s). Tabit je objavil svoja opazovanja Sonca.
V matematiki je odkril enačbo za določevanje parov prijateljskih števil (glej tudi Tabitovo število). V njegovem velikem delu ga je nasledil njegov sin Sinan, njegova dva vnuka Thabit in Ibrahim ibn Sinan in njegov pravnuk abu-al-Faraj. Vsi so bili znani kot prevajalci in učenjaki. Po Tabitu je bilo največje sabejsko ime Albatani. Tabit in vnuk Ibrahim sta proučevala krivulje potrebne za izdelavo sončnih ur. Tudi Abul Vefa je napisal knjigo o geometrijskih postopkih, ki so jih potrebovali rokodelci.